# التحول الجنسي في الأديان

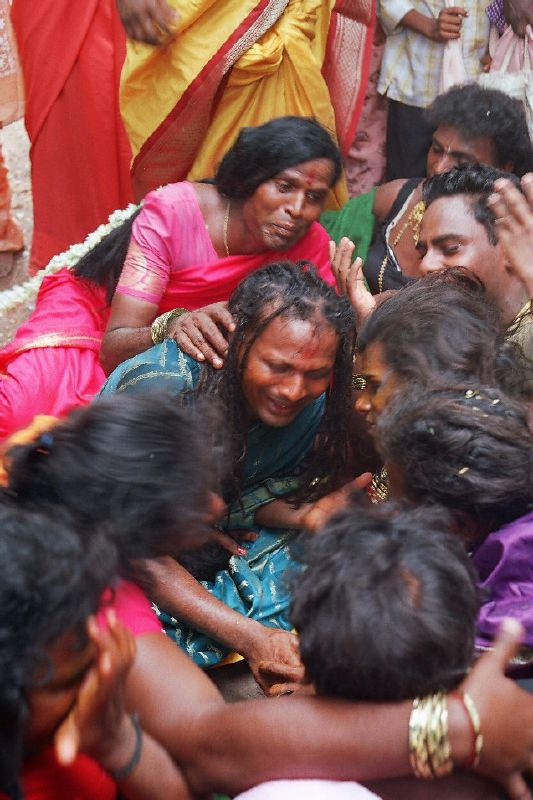
الهنود المتحولين جنسيا من مجتمع الهجرة

تختلف العلاقة بين المتحولين جنسيًا (العابرين جنسيًا) والأديان اختلافًا كبيرًا حول العالم. يتراوح حكم الأديان من إدانة أي تباين بين الجنسين إلى تكريم العابرين كقادة دينيين. يمكن أن تختلف الآراء ضمن الدين الواحد اختلافًا كبيرًا، كما تختلف الآراء بين الأديان المختلفة.

## الأديان الإبراهيمية

### اليهودية
اختلفت وجهات النظر اليهودية حول العابرين جنسيًا حسب الزمان والمذهب.
تناقش النصوص اليهودية الحاخامية ست فئات من الجنس/ النوع الاجتماعي.
تُرجم المصطلح ساريس (بالعبرية: סָרִיס) إلى العربية كـ «مخصي» أو «حاجب» وورد 45 مرة في التناخ، وكثيرا ما يشير إلى شخص موثوق به ولكنه مغاير النوع الاجتماعي، ومُنح سلطة من قبل شخص قوي. من غير الواضح ما إذا كان معظمهم مخصيًّا في الواقع. وعد الله المخصيّين الذين يحافظون على السبت ويتشبثون بعهده في إشعياء 56، بأنه سيبني لهم صرحًا جيدًا في السماء، للتعويض عن عدم قدرتهم على الإنجاب.
ظهر مصطلح طوطم (بالعبرية: טומטום، والذي يعني مخفي) في الأدب اليهودي الحاخامي، وعادة ما يشير إلى شخص بجنس غير معروف، لأن أعضاءهم التناسلية تكون مغطاة أو «مخفية». لا يُعرّف الطوطم على أنه نوع اجتماعي منفصل، ولكن حالة مشكوك فيها.
يشير مصطلح مخنّث (بالعبرية: אנדרוגינוס ثنائي الجنس) إلى شخص يتمتع بالخصائص الجنسية لكل من الذكور والإناث. طبيعة النوع الاجتماعي للفرد غامضة.

#### اليهودية الحسيدية
لا يوجد في اليهودية اليهودية الحسيدية حاليًا أي مكان للعابرين (جندريا)، إذ يُحدد كل شيء في المجتمع وفق الأدوار الجندرية. بالكاد يدرك معظم اليهود الحسيديين العابرين، ولا يُناقش الموضوع مطلقًا. كانت الناشطة والكاتبة آبي شتاين أول من أعلن نفسه كعابره في المجتمع الحسيدي، وهي أيضا سليلة مباشرة لبعل شيم توف مؤسس اليهودية الحسيدية. نُبذت آبي شتاين من قبل أسرتها عندما أعلنت عن عبورها للهوية الجندرية، واحتُقرت من المجتمع الحسيدي.

### الإسلام
تستخدم كلمة مُخنّث في الأدب الإسلامي لوصف «الرجل المتشبّه بالنساء». اعتبر هذا المصطلح أحيانًا مساويًا لمغايرات الهوية الجندرية/ العابرات، والمثليين، وأفراد الجنس الثالث، أو الأفراد ثنائيي الجنس، على الرغم من أنه لا يتناسب تمامًا مع أيٍّ من هذه الفئات.
اختلفت معاملة المخنثّين خلال بدايات التاريخ الإسلامي، واتخذ معنى المصطلح أبعادًا جديدةً بمرور الوقت. تعرّض الرجال الذين اعتُبروا مخنّثين للاضطهاد والخصي، بينما احتُفل بالبعض الآخر كموسيقيين وفنانين. أصبح المصطلح في السنوات اللاحقة مرتبطًا بالشريك المتقبٍّل في الممارسات الجنسية المثلية، إذ نُظر إلى المثلية الجنسية على أنها امتداد للخنوثة. رأى العديد من العلماء المسلمين في أواخر العصور الوسطى، أن المخنّثين الذين لديهم سلوكيات أنثوية فطرية لا يستحقون اللوم طالما أنهم لم ينتهكوا القوانين الدينية المتعلقة بالأخلاق الجنسية.
تنفذ إيران عمليات تغيير الجنس أكثر من أي دولة أخرى في العالم باستثناء تايلاند، بسبب إصدار آية الله الخميني فتوى تسمح بإجراء جراحة إعادة تحديد الجنس للأشخاص ثنائيي الجنس والعابرين جنسيًا. يُجرى بوصفه «علاج» مفترض للمثلية الجنسية، التي يعاقب عليها بالإعدام بموجب القانون الإيراني، حتى أن الحكومة توفر ما يصل إلى نصف التكلفة لأولئك الذين يحتاجون إلى مساعدةٍ ماليةٍ ويُعترف بتغيير الجنس في شهادة الميلاد.